# Stanimir Belomaschew
Stanimir Belomaschew (bulgarisch Станимир Беломъжев; * 16. Februar 1988 in Trojan) ist ein ehemaliger bulgarischer Orientierungssportler und Skilangläufer.

## Werdegang
Belomaschews Eltern nahmen bereits an Wettkämpfen im Orientierungs- und Ski-Orientierungslauf teil. Seine Schwester Stefania Belomaschewa-Dimitrowa ist ebenfalls Ski-Orientierungsläuferin. 2008 gewann Belomaschew bei den Junioren-Weltmeisterschaften im Ski-Orientierungslauf Gold über die Mittel- und die Langdistanz.
Nach einem vierten Platz über die Langdistanz bei den Ski-Orientierungslauf-Europameisterschaften 2011 gewann er 2012 mit Silber im Sprint und Bronze im Mixed-Team mit Antonija Grigorowa seine ersten EM-Medaillen. 2013 wurde er im kasachischen Ridder gemeinsam mit Grigorowa Weltmeisterschaftsdritter im Mixed-Sprint. Bei den Europameisterschaften 2013 gewann er schließlich im Sprint seine erste Goldmedaille.
Im Skilanglauf gewann er 2012 zwei Silbermedaillen beim Balkan Cup. 2013 nahm er für Bulgarien an der Winter-Universiade teil.

## Ergebnisse

### Orientierungslauf
Weltmeisterschaften:
- 2010: 13. Platz Staffel

Europameisterschaften:
- 2010: 36. Platz Lang, 20. Platz Staffel

### Mountainbike-Orienteering
Weltmeisterschaften:
- 2008: 22. Platz Staffel
- 2010: 31. Platz Sprint, 58. Platz Mittel, 47. Platz Lang
- 2011: 46. Platz Sprint, 38. Platz Mittel, 38. Platz Lang
- 2012: 15. Platz Sprint, dsq. Mittel, 35. Platz Lang
- 2013: dsq. Sprint, 40. Platz Mittel, 36. Platz Lang

Europameisterschaften:
- 2009: 36. Platz Sprint, 58. Platz Mittel, 43. Platz Lang

### Ski-Orientierungslauf
Weltmeisterschaften:
- 2005: 26. Platz Staffel, 26. Platz Mittel, 19. Platz Lang,
- 2007: dsq. Sprint, 22. Platz Mittel, 24. Platz Lang, 9. Platz Staffel
- 2009: 12. Platz Sprint, 15. Platz Mittel, 16. Platz Lang
- 2011: 21. Platz Sprint, 18. Platz Mittel, dsq. Lang, dsq. Staffel
- 2013: 6. Platz Sprint, 14. Platz Mittel, 6. Platz Lang, 3. Platz Mixed

Europameisterschaften:
- 2008: 31. Platz Sprint, 27. Platz Mittel, 27. Platz Lang, dsq. Staffel
- 2010: 11. Platz Sprint, 7. Platz Mittel, dsq. Lang, 11. Platz Staffel
- 2011: 29. Platz Sprint, 14. Platz Mittel, 4. Platz Lang
- 2012: 2. Platz Sprint, 7. Platz Mittel, 11. Platz Lang, 3. Platz Mixed
- 2013: 1. Platz Sprint, 11. Platz Mittel, 21. Platz Lang, 8. Platz Mixed